# Clerks - Commessi
Clerks - Commessi (Clerks) è un film del 1994 di Kevin Smith.
È il primo film dell'universo cinematografico View Askewniverse.

## Trama
Dante Hicks, invece di godersi la sua giornata libera viene richiamato al lavoro per coprire un turno presso la Quick Stop Groceries di Leonardo, nel New Jersey. Inizia così la sua surreale giornata. Appena arriva al negozio scopre che qualcuno ha bloccato i lucchetti delle serrande con la gomma da masticare e, per non far sembrare l’alimentari chiuso, appende un cartello su cui scrive con il lucido da scarpe: “Vi assicuro, siamo aperti!”. Poco dopo giunge il suo migliore amico, Randal Graves, che con tutta calma inizia la sua giornata lavorativa nel videonoleggio a fianco del Quick Stop.
Mentre serve i clienti, Dante si lamenta in continuazione per il fatto che quella doveva essere la sua giornata di riposo. Randal, che non brilla per stacanovismo, invece di occuparsi del suo negozio tiene compagnia all’amico. I due trascorrono le ore discutendo degli argomenti più svariati: dai film al sesso, dalle relazioni sentimentali ai clienti insopportabili. Uno degli argomenti preferiti di Dante sono le sue fidanzate, presenti e passate. Il giovane commesso, infatti, è diviso tra due donne: la sua attuale ragazza Veronica Loughran e la sua ex fidanzata fedifraga Caitlin Bree, con cui si è tenuto in contatto di nascosto da Veronica.
Veronica, ad un certo punto, passa a trovarlo al negozio e, mentre discutono, Dante scopre che ha fatto sesso orale con altri trentasei uomini prima di lui. Sconvolto da questa rivelazione, Dante prova a tornare con Caitlin che, tuttavia, è traumatizzata da un incidente che avviene nel bagno del Quick Stop: nel buio del gabinetto fa sesso con un uomo che credeva essere Dante e che invece era un cliente morto d'infarto mentre si masturbava con una rivista porno. Caitlin viene portata via dal locale in ambulanza in stato di shock.
Mentre Dante, dopo aver ricevuto un saggio consiglio da Silent Bob, capisce come Veronica sia la persona giusta per lui, Randal, pensando di aiutare l'amico ad uscire dall'incertezza, dice a quest'ultima che Dante non la ama e che vuole tornare con Caitlin. Dante viene così schiaffeggiato da Veronica, che gli fa notare tutte le cose, grandi e piccole, che ha fatto per aiutarlo e sostenerlo e a cui lui non avesse dato alcuna importanza, per poi lasciarlo e andarsene. Dante, furioso col suo migliore amico, lo aggredisce e ne scaturisce una scazzottata tra i due. Quando Dante gli enumera tutti i problemi che Randal gli ha causato nel corso della giornata, questi gli risponde a tono, dicendogli come a Dante piaccia guardare tutti dall'alto in basso pur facendo un lavoro umile e mal pagato, di come non faccia altro che lamentarsi del suo lavoro ma senza mai cercarsene un altro e di come sia stato lui a cercare di riconquistare Caitlin senza dire nulla a Veronica. Dante, così, ha modo di riflettere e si rende conto che l'amico ha ragione: non fa altro che lamentarsi incolpando tutti tranne se stesso della propria insoddisfazione. All'ora di chiusura, infine, i due amici si riconciliano.

## Produzione
Opera prima del regista, all'epoca ventiquattrenne, Clerks è un film indipendente, di genere commedia grottesca, politicamente scorretto e sboccato, realizzato con un budget irrisorio: è costato infatti soltanto 27 575 dollari, metà dei quali utilizzati per le riprese e la produzione, e l'altra metà per l'acquisto dei diritti sui brani musicali. È stato girato interamente in bianco e nero, nello stesso negozio di alimentari in cui Smith lavorava all'epoca, prevalentemente di notte e durante la chiusura dell'esercizio.
Nel film appaiono per la prima volta i personaggi di Jay e Silent Bob, presenti in seguito in molti lavori di Smith, assieme ad altri che andranno a formare il cosiddetto View Askewniverse del regista.

## Colonna sonora
La colonna sonora include brani musicali, per lo più di genere rock alternativo, di artisti quali Love Among Freaks, Girls Against Boys, Alice in Chains, Jesus Lizard, Bad Religion, Soul Asylum e altri. Il costo dei diritti delle canzoni utilizzate supera quello della pellicola stessa.
La colonna sonora originale è stata pubblicata con il titolo Clerks (Music From the Motion Picture) dalle etichette discografiche Chaos/Miramax/Columbia nel 1994, in formato CD e musicassetta. Nel 2014 l'intero album è stato ristampato in LP, in due edizioni in vinile colorato, dalle etichette Columbia/SRC Vinyl.

## Distribuzione
Nel 1994 il film è stato presentato nella settimana internazionale della critica al 47º Festival di Cannes, vincendo il Premio Mercedes-Benz alla miglior pellicola della sezione.
Il film è stato distribuito nelle sale cinematografiche statunitensi per cura della Miramax a partire dal 19 ottobre 1994.

## Accoglienza

### Incassi
A fronte di un budget di $ 27 000, il film ha incassato $ 3 151 130 nei soli Stati Uniti.

### Critica
L'aggregatore di recensioni Metacritic assegna al film un punteggio della critica di 70 su 100, mentre il punteggio degli utenti è di 8,3 su 10.
Nel 2019 Clerks è stato scelto per la conservazione nel National Film Registry della Biblioteca del Congresso degli Stati Uniti d'America.

## Sequel
Dopo dodici anni, nel 2006, Kevin Smith è tornato agli stessi personaggi e ambientazioni della sua pellicola d'esordio per girarne un sequel, Clerks II, che ha però goduto di uno stanziamento decisamente maggiore, consistendo il budget di 5 milioni di dollari.

## Riconoscimenti (parziale)
- 1994 - Festival di Cannes
  - Premio Mercedes-Benz al miglior film della Settimana internazionale della critica[2]
  - Prix de la Jeunesse
  - Caméra d'Or
- 1994 - Premio Georges e Ruta Sadoul
  - Miglior film straniero[5]